# Максалли, Марта
Марта Элизабет Максалли (англ. Martha Elizabeth McSally; род. 22 марта 1966, Уорик, Род-Айленд) — американская военная лётчица и политик. Сенатор США от штата Аризона (2019—2020).
Член Палаты представителей США от 2-го избирательного округа Аризоны (с 3 января 2015 по 3 января 2019 года).

## Биография
В 1988 году получила степень бакалавра наук в Академии ВВС США, в 1990 — степень магистра государственной политики в Гарвардской школе Кеннеди.

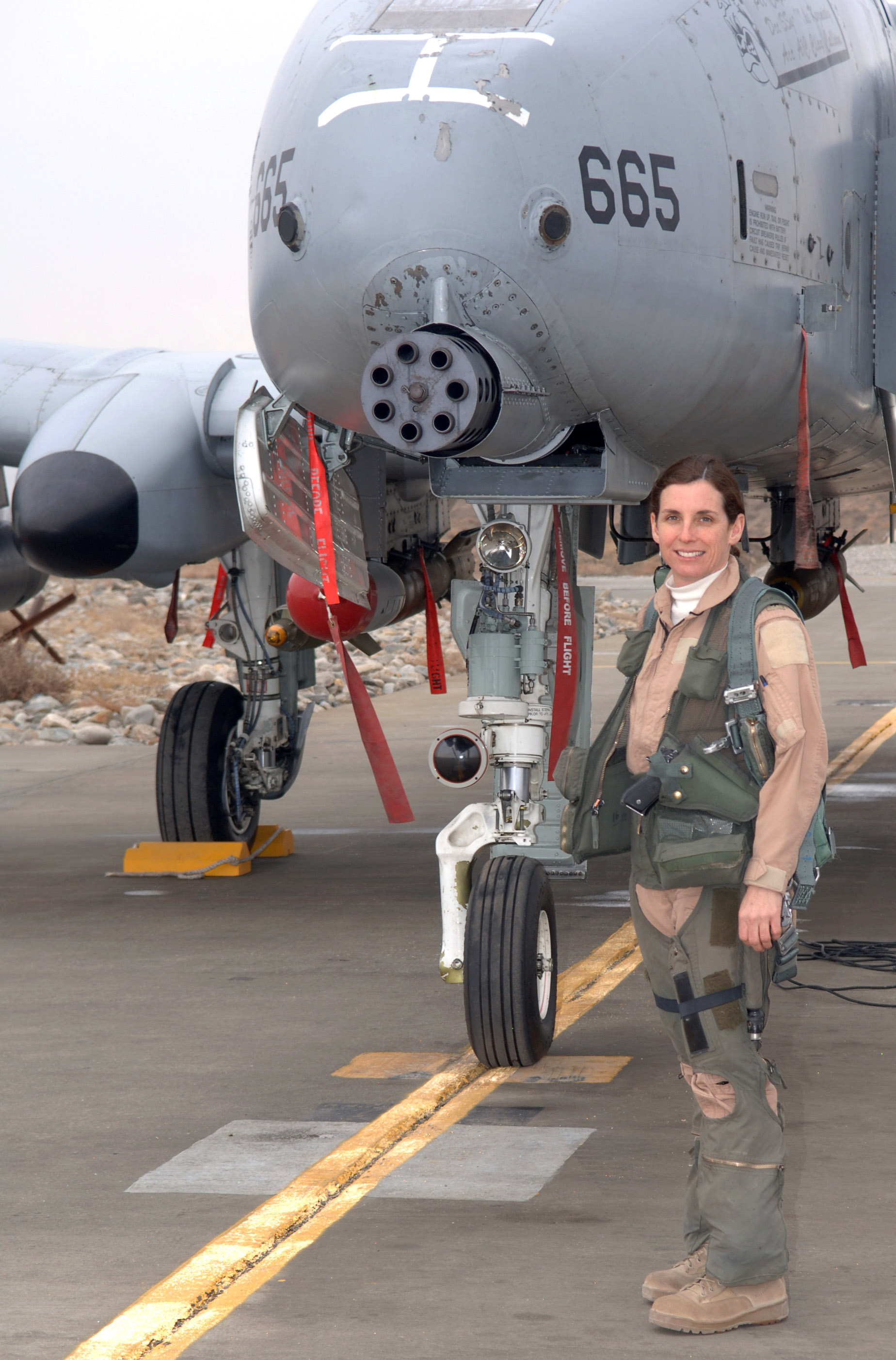
Подполковник Максалли рядом со своим самолётом.

С момента окончания учёбы в военной академии находилась на военной службе, завершив её в звании полковника в 2010 году. Летала на штурмовике A-10 Thunderbolt II, позднее командовала эскадрильей. Участвовала в бомбардировках Югославии, выполняла боевые задания по оказанию воздушной поддержки наземным подразделениям в операциях Афганской и Иракской войн. Получила известность в 2001 году, выиграв иск против требования Пентагона к женщинам-военнослужащим в Саудовской Аравии покрывать голову.
В 2012 году, будучи первой американкой — участницей боевых операций Военно-воздушных сил, проиграла выборы в Палату представителей США от 2-го избирательного округа Аризоны демократу Рону Барберу, отстав от него на 2,5 тыс. голосов. На следующих выборах в том же округе в 2014 году одолела прежнего противника после шести с лишним недель судебных разбирательств и пересчётов бюллетеней (в итоге ей было зачтено преимущество в 167 голосов).
Пошла 6 ноября 2018 года на выборы в Сенат США от Аризоны в качестве официального кандидата республиканцев, имея своей соперницей демократку Кирстен Синема. Подсчёт голосов затянулся, поскольку результаты участниц оказались очень близки, и определить победителя долго не удавалось. 8 ноября несколько местных организаций республиканцев подали иски, оспаривая используемую в четырёх округах практику подсчёта бюллетеней, присланных по почте (этим способом голосования воспользовались 75 % активных избирателей в Аризоне). 12 ноября официально признана победа Кирстен Синема, вследствие чего республиканцы впервые с 1976 года потеряли контроль над данным местом сенатора.
18 декабря 2018 года губернатор Аризоны Даг Дьюси объявил о назначении Марты Максалли сенатором США на место, которое должно было освободиться после отставки 31 декабря 2018 года Джона Кайла (его губернатор Дьюси назначил после смерти сенатора Джона Маккейна в августе). По словам Дьюси, в день принятия присяги новыми сенаторами 3 января 2019 года первой это сделает Синема, которая станет старшим сенатором от Аризоны, а за ней последует Максалли. Они стали первыми женщинами в должностях сенаторов США от Аризоны.
Максалли принадлежит к группам Tuesday Group и Republican Main Street Partnership, объединяющим умеренных и умеренно-консервативных республиканцев в Конгрессе.
3 ноября 2020 года состоялись дополнительные выборы в Сенат от Аризоны, которые Максалли проиграла с результатом 48,8 % кандидату Демократической партии астронавту Марку Келли.
2 декабря 2020 года Келли принёс присягу и вступил в должность.

## Личная жизнь
В 1997 году Максалли вышла замуж в Тусоне за офицера ВВС Дональда Ф. Генри, а 29 ноября 1999 года их брак был аннулирован не по месту жительства, а в округе Санта-Круз, в 90 милях от Тусона. В 2012 году, в связи с избирательной кампанией Максалли, её обвиняли в заключении фиктивного брака, который в 1990-е годы мог способствовать продвижению по службе.
В марте 2019 года во время слушаний, посвящённых предотвращению сексуального насилия на военной службе, Максалли рассказала о том, что во время службы в ВВС была изнасилована старшим по званию. По её словам, она не доверяла системе, поэтому не заявила об этом ранее.